# Жозефина Бекер
Жозефина Бекер (енгл. Josephine Baker; Сент Луис, Мисури, 3. јун 1906 — Париз, 12. април 1975), рођена као Фреда Жозефина Макдоналд (енгл. Freda Josephine McDonald), била је афричко-америчка забављачица, певачица и плесачица. Рођена је у Сент Луису, Мисури, САД, а француски држављанин постала је 1937. Као дванаестогодишњакиња, побегла је из школе и живела на улицама, где је и плесала. Касније је почела да плеше са једном плесном трупом, а остала је упамћена по „банана“ плесу, када је била обмотана само бананама. Такође, успешно се бавила и певањем, а више пута је наступала у париској Олимпији. Била је бисексуалка, а једна од њених многобројних веза била је и она са мексичком сликарком Фридом Кало. Такође, давала је отпор окупацији током Другог светског рата, а била је и хуманитарац и усвојила много деце. Оставила је важан утицај на следеће генерације певача, попут Ширли Беси, која је наводи као узор.